# Frédéric-Auguste de Nassau-Usingen
Frédéric-Auguste de Nassau-Usingen (en allemand : Friedrich August von Nassau-Usingen), né à Usingen le 23 avril 1738, mort à Biebrich le 24 mars 1816.
Il est prince de Nassau-Usingen de 1803 à 1816, puis duc de Nassau de 1806 à 1816.

## Famille
Fils de Charles de Nassau-Usingen et de Christiane-Wilhelmine de Saxe-Eisenach.
Le 23 avril 1775, Frédéric-Auguste épouse Louise (29 janvier 1751 – 17 novembre 1816), fille du prince Charles-Auguste de Waldeck-Pyrmont. Sept enfants sont nés de cette union :
- Christiane-Louise (16 août 1776 – 19 février 1829), épouse en 1791 le margrave Frédéric de Bade ;
- Caroline-Frédérique (30 août 1777 – 28 août 1821), épouse en 1792 le duc Auguste-Christian-Frédéric d'Anhalt-Köthen (divorce en 1803)
- Augusta (30 décembre 1778 – 16 juillet 1846), épouse en 1804 le prince Louis-Guillaume de Hesse-Hombourg (divorce en 1805), puis en 1807 le comte Friedrich Wilhelm von Bismarck ;
- Frédéric-Guillaume (30 juillet 1780 – 18 août 1780) ;
- Louise-Marie (18 juillet 1782 – 27 juin 1812) ;
- Frédérique-Victoire (21 février 1784 – 18 juillet 1822) ;
- Frédéric-Charles (17 juin 1787 – 29 septembre 1787).

## Biographie
Frédéric-Auguste de Nassau-Usingen passe son enfance à château de Biebrich auprès de ses parents.
Il fait une carrière militaire dans l'armée impériale autrichienne. Après s'être distingué lors de la guerre de 1756-1760 qui oppose l'Autriche à la Prusse, en 1790, il est promu maréchal de camp.
Après le décès de son frère aîné, Charles Guillaume de Nassau-Usingen en 1803, il hérite du comté de Nassau-Usingen et devient prince de Nassau-Usingen.
Frédéric-Auguste de Nassau-Usingen évite l'annexion de son état par Napoléon Ier, en adhérant en 1806 à la confédération du Rhin, comme membre fondateur (16 juillet 1806). Il gouverne avec son cousin Frédéric Guillaume de Nassau-Weilburg dont il devient l'héritier, ce qui augmente considérablement ses possessions.
Au début de 1813, la puissance de Napoléon Ier vacille en Europe : son armée est détruite lors de sa retraite de Russie. Les Russes s'avancent vers l'Allemagne, et la Prusse abandonne son alliance forcée avec Napoléon pour s'entendre avec le tsar Alexandre Ier de Russie. Cette alliance entre l'empire de Russie et le royaume de Prusse est actée par le traité de Kalisz (26 février 1813), et le tsar fait un appel à l'émancipation des États allemands, c'est-à-dire à l'abolition de la confédération du Rhin dont Napoléon est le protecteur (proclamation de Kalisch, du 25 mars 1813). À la suite de plusieurs États allemands, et à la suite de la bataille de Leipzig, Frédéric Auguste de Nassau-Usingen s'empresse d'adhérer à l'alliance entre les Coalisés contre Napoléon afin de sauver la souveraineté de son duché, à l'automne 1813. Lors du congrès de Vienne, et en lien à la création de la Confédération allemande, Nassau fait un traité avec la Prusse afin de régler les questions territoriales (traité du 31 mai 1815).
Frédéric-Auguste est un prince éclairé et libéral, par diverses réformes comme l'élimination des privilèges fiscaux réservés à l'aristocratie, l'introduction de la liberté de la presse, la création d'une constitution il fait du duché de Nassau un état moderne. Le 2 septembre 1814, il promulgue une « sanction pragmatique » avec son cousin le prince Frédéric Guillaume de Nassau, qui organise son pays.
Sans héritier masculin, le comté de Nassau-Usingen échoit après le décès de Frédéric Auguste de Nassau-Usingen à son neveu Guillaume de Nassau-Weilbourg.
Frédéric Auguste de Nassau-Usingen appartient à la septième branche (Nassau-Weilbourg), issue elle-même de la seconde branche (Nassau-Wiesbaden-Idstein) de la maison de Nassau. Cette lignée de Nassau-Weilbourg appartint à la tige valmérienne qui donna des grands-ducs au Luxembourg. Il est le dernier représentant de la branche aînée de la lignée de Nassau-Weilbourg.